# Patricia Riccautti
Patricia Riccautti es una deportista argentina que compitió en taekwondo. Ganó una medalla de bronce en los Juegos Panamericanos de 2003 en la categoría de +67 kg.

## Palmarés internacional
| Juegos Panamericanos | Juegos Panamericanos            | Juegos Panamericanos | Juegos Panamericanos |
| Año                  | Lugar                           | Medalla              | Categoría            |
| -------------------- | ------------------------------- | -------------------- | -------------------- |
| 2003                 | Santo Domingo (Rep. Dominicana) | Medalla de bronce    | +67 kg               |